# 서오릉로
서오릉로는 서울특별시 은평구 응암동 은평구청 사거리에서 경기도 고양시 덕양구 흥도동 성사 나들목을 잇는 길이 약 8.5km의 도로이다.

## 역사
- 2009년 7월 10일 : 2개 이상 시·도에 걸쳐 있는 도로를 서오릉로로 고시[1]
- 2019년 : 경기도 구간 일부 도로 확장 개통

## 경유지
서울특별시
- 은평구 (응암동 · 녹번동 · 대조동/역촌동 · 갈현동/구산동)

경기도
- 고양시 덕양구 (용두동 · 도내동/원흥동 ·원흥동 · 성사동)

## 노선
| 이름                       | 접속 노선                             | 소재지        | 소재지        | 비고                                                           |
| 은평로와 직결              | 은평로와 직결                         | 은평로와 직결 | 은평로와 직결 | 은평로와 직결                                                  |
| -------------------------- | ------------------------------------- | ------------- | ------------- | -------------------------------------------------------------- |
| 은평구청 사거리 (은평구청) | 은평로                                | 서울특별시    | 은평구        | 시점                                                           |
| (이름 없음)                | 녹번로 은평로13길                     | 서울특별시    | 은평구        |                                                                |
| 역촌오거리 (역촌역)        | 서울특별시도 제20호선 (진흥로) 응암로 | 서울특별시    | 은평구        | 서울특별시도 제20호선 구간                                     |
| 역촌사거리                 | 역말로                                | 서울특별시    | 은평구        | 서울특별시도 제20호선 구간                                     |
| 구산역 사거리 (구산역)     | 국도 제1호선 (연서로)                 | 서울특별시    | 은평구        | 서울특별시도 제20호선 구간                                     |
| 구산사거리                 | 갈현로                                | 서울특별시    | 은평구        | 서울특별시도 제20호선 구간                                     |
| 서오릉검문소앞             |                                       | 고양시        | 덕양구        | 고양시도 제55호선 구간                                         |
| (이름 없음)                | 용두로                                | 고양시        | 덕양구        | 고양시도 제55호선 구간                                         |
| 서오릉                     |                                       | 고양시        | 덕양구        | 고양시도 제55호선 구간                                         |
| (이름 없음)                | 용두로 121번길                        | 고양시        | 덕양구        | 고양시도 제55호선 구간 지방도 제363호선 구간                   |
| 용두사거리                 | 화랑로                                | 고양시        | 덕양구        | 지방도 제363호선 구간                                          |
| 창릉교                     |                                       | 고양시        | 덕양구        | 지방도 제363호선 구간                                          |
| 도래울마을 사거리          | 도래울로                              | 고양시        | 덕양구        | 서오릉로지하차도 지방도 제363호선 구간                         |
| 흥도 교차로                | 권율대로                              | 고양시        | 덕양구        | 서오릉로지하차도 지방도 제363호선 구간                         |
| 성사IC 교차로              | 흥도로                                | 고양시        | 덕양구        | 지방도 제363호선 구간                                          |
| 성사 나들목                | 지방도 제356호선 (고양대로)           | 고양시        | 덕양구        | 종점 동산삼거리 방향으로 진출 불가 은평구청 방향으로 진입 불가 |

## 주요 건물 및 시설
- 서오릉 (경기도 고양시 용두동 서오릉로 334 - 32)

## 같이 보기
- 서오릉